# 全球性古氣候指標
全球性古氣候指標（英語：Global Paleoclimate Indicators）
是指能反映全球古氣候環境變化的指標，大多來自海洋沉積物。而源自陸地沉積物的古氣候指標容易受到板塊運動與古地理變化的影響。主要控制地球氣候系統的因素包括控制大陸分佈的板塊構造、大氣和海洋之間的相互作用以及地球軌道的特性（米蘭科維奇循環）。全球性古氣候指標是根據地質材料分析所得到的資訊而建立的，這些資訊包含保存在海洋沉積物中的生物學、地球化學和礦物學的資料。指標一般分為三類：古生物學、地球化學和岩性。

## 古生物學指標類
沉積物中之所含會受當地地形、洋流和大氣流的影響。然而，具有全球性氣候意義的指標則對古溫度解釋比較單一。迄今為止，海洋生物群提供的古溫度指標最多，其中微化石因其分佈廣泛、豐富且對緯度變化敏感，提供了許多主要的古溫度指標。通常在沉積物中找出與緯度有關的物種（指數物種）（英語：index species）
是研究工作的第一步，先建立它們與古溫度變化的關係。海洋生物群的其他特性，包括形態、豐度、多樣性和地球化學，也已成功確立為古氣候指標。更複雜的生物地理學統計分析（因子分析（英語：factor analysis）、主成分（英語：principal components）等）已經建立了古生物群與水團之間的關係，而能進行古洋流重建。以下列出的是科學家用來重建古溫度變化歷史的一些關鍵古生物學工具。

### 有孔蟲
由於有孔蟲在沉積物中的廣泛的分佈和個數的衆多，它們的的生物特徵也受到最廣泛的探索。試圖找出其生物特徵與古氣候和古生態的關係。有關於利用浮游和底棲有孔蟲為古溫度指標的報告很多。包括研究地表溫度對它們的形態和生物地理的影響。

##### 大小
根據調查報告，浮游有孔蟲的熱帶物種分佈，其個體在熱帶水域達到最大的尺寸，而極地物種個體在極地水域達到最大尺寸。 生活在亞熱帶和亞極地水域的物種個體隨著溫度的升高和降低而減小.
底棲有孔蟲的 proloculus（第一體腔）大小也受海水溫度的影響，其平均值已被用作古氣候研究的指標.
浮游有孔蟲 Orbulina universa 的平均個體直徑已被用於解釋索馬里盆地的海面溫度變化歷史。 利用R和Q模式因子的集群分析（英語：cluster analysis）找出了五個重要的組合因子和五個集群，能代表不同的環境特徵，包括氧合作用的增加、和海水表面生產力的增高
。

##### 盤繞方向
許多有孔蟲已被證明其不同的盤繞方向（英語：coiling direction）和海水表面溫度有關。 例如，Globierina pachyderma 在冷水中右旋盤繞方向的種群佔優勢，在溫水中左旋盤繞方向的種群佔優勢, 這兩種種群的比例也被用來估計第四紀海水溫度。同樣，在白堊紀沉積物中的 Muricohebergella delagoensis ，其盤繞方向對溫度有類似的關係性
。
一些底棲有孔蟲其盤繞方向，亦與海水溫度有關， 例如在南印度洋表層沉積物中的Globigerinabuloides，其盤繞方向已證實與海水溫度有關.
另一種底棲有孔蟲 Bulinina marginata 也有類似的關係。

#### 物種多樣性
浮游有孔蟲物種的多樣性（英語：species diversity）取決於可用的生態位多寡，而生態位（英語：niches）又與海洋洋流有關。 通過與穩定同位素記錄的對比，已發現在冰期開始後出現最大物種多樣性。

#### 生物地理學
自 1960 年代深海岩心開始采取以來，海洋沉積物中具古氣候指標的浮游有孔蟲，已被用於重建古氣候。 Ericson 和 Wollin (1968) 為早期應用因緯度而豐度變異的有孔蟲的先驅者中之一。他們根據熱帶沉積物中冷熱水物種的比例成功地建立了 更新世 冰期和間冰期的旋回。Kennett (1970) 也用類似的研究擴展到亞南極地區，他基於亞極地冷水和溫水浮游有孔蟲物種，也重建了更新世的古氣候變化。這變化與熱帶地區建立的趨勢一致。
當鑽井岩心（比活塞取岩心能回收更深的沉積物）開始鑽探時，古氣候的重建調查，再在被進一步推早到地質時代。 一條漸新世 的古氣候曲線是從墨西哥灣沉積物中，使用溫水指標物種（Turborotalia pseudoampliapertura、Globoquadrina tripartita、Dentoglobigerina globularis、Dentoglobigerina baroemoenensis、“Globigerina” ciperoensis， Globigerinoides 組群，和Cassigerinella chipolensis ) 和冷水指標物種 (Catapsydrax spp., Globorotaloides spp., Subbotina angiporoides group, Globigerina s. str., and the tenuitellids)而建立的
。1995 年，Spezzaferri 對更廣泛的地理範圍進行了調查，他分析了大西洋、印度洋和南太平洋的鑽芯樣本，並將有孔蟲歸類為溫暖、涼爽、暖溫帶和冷溫帶指標物種。 建立了漸新世和中新世過渡期的古氣候曲線，該曲線亦具同位素數據的證實 。
用更複雜的方法來重建古氣候是使用因子分析。 Thompson (1981)從岩心頂部樣品中找出六個有孔蟲組合與現代北太平洋西部的水團（英語：water mass）具聯代關係。然後利用轉換函數（英語：transfer function）以將組合與海面溫度聯繫起來。通過將該轉換函數應用於岩心中的早期沉積物，重建了過去 15 萬年的古溫度曲線。
類似的技術也應用於始新世和漸新世沉積物，有孔蟲被分為表層、中層和深層水體組合。 因此，除了古溫度變化外，水團分層也得到了重建。

### 顆石
在比較北大西洋現代沉積物和中期威斯康星冰川期沉積物，一些顆石物種的分佈具有15 度的緯度變化。海洋沉積物中的顆石濃度似乎也與地表溫度有關。 對西地中海更新世沉積物中顆石組合的定量分析證明了這一點。

### 放射蟲
由於鈣質浮游化石在冷水中易被溶解，故它們在深水中被廣汎的破壞
。而放射蟲則在冷水中則不易被溶解。因此它們已成為用於古溫度重建的最常研究的矽質浮游化石之一。
對北太平洋深海岩心放射蟲的研究表明，它們的物種多樣性和豐度的增加可與過去 1600 萬年的主要冰川事件對比。 放射蟲的物種組成也明顯反映了一般海面溫度變化.通過應用統計分析（Q 模式因子分析），利用來自表層沉積物的放射蟲組合，建立了一個傳換函數，利用這傳換函數可以估計古海表面溫度。例如，Pisias 等人 (1997) 識別出的放射蟲組合，能代表當前太平洋的生物地理分佈，並使用這些組合來預測最後一此最大冰川的海面溫度。

### 矽藻
在極地和亞極地海洋環境中的矽藻物種，它們對海面溫度和海冰條件的生態範圍，通常比較狹窄。 因此，若能將在地表沉積物中
矽藻組合與其生態範圍之間建立關係，這關係亦可應用於地表以下的沉積物。 例如，南極半島地表沉積物中矽藻的統計分析，已經建立了海冰和開闊海洋條件的指標矽藻組合，這些組合分別被用作鑒定全新世沉積物中冰期和間冰期的代表。對西伯利亞和蒙古湖泊沉積物的矽藻研究表明，在末次最大冰期期間，浮游矽藻多樣性與古氣候之間存在密切關係，並能與代表全球冰量變化的氧同位素記錄對比。

### 甲藻
經調查，地中海的甲藻已被找出溫暖和寒冷溫帶的物種，這些物種已被用來重建過去 30,000 年的古氣候變化。

### 介形蟲
利用第四紀介形蟲的指標物種，重建古氣候已經很普遍。 而且它們貝殼中的微量元素和穩定同位素也被引用證實過去氣候變化的證據。

## 地球化學指標

### 同位素

#### 氧氣
它的同位素分餾與水溫有關，來自各種不同來源的同位素比率已被廣泛用於重建古氣候。 碳酸鈣中的氧同位素也已成為被應用最廣泛的地溫計，用於估算古代海洋溫度。用同位素研究古氣候學最成功的實例，是應用在深海沉積物中的有孔蟲。 例如，Shackleton 和 Kennett（1975）在分析南極地區浮游和底棲有孔蟲的氧同位素，建立了新生代古溫度歷史。由於海洋中 氧18/氧16 比率的變化是全球性的，因此氧同位素地層學已被用於年代對比,

#### 碳
碳的穩定同位素組成，是的另一種被廣泛使用的方法來解釋古環境。古新世至中新世的地表溫度的波動，就是根據南極地區有孔蟲的碳同位素數據. 沉積物中被保存的有機質也記錄了古生態系統，其碳同位素組成也被用於重建古氣候的演化。 例如，Rogers 和 Koons (1969) 報告說，源自墨西哥灣第四紀海洋沉積物中有機質的碳同位素比率，能與更新世氣候變化對比。

### 生物標誌物
脂質：在海洋沉積物中，一種名為 IP25（具有 25 個碳原子的冰代用指標）的穩定脂質，由生存在海冰的矽藻生物合成，通常與北極地區春季海冰覆蓋有關，因此這代理指標可用於重建海冰覆蓋.另一種不同的生物標誌物 IPSO25（具有 25 個碳原子的南大洋的冰代用指標）也已被應用為南極地區海冰覆蓋的代表.

## 岩性指標

### 冰筏物
在所有岩性指標中，冰筏物（IRD）是重建古氣候最有用的工具。 高濃度的 IRD 證明了冰山可能在冰川期從極地向赤道移動。在南太平洋，IRD 已被用作新生代冰川作用的代表，並且已經確定了亞南極地區的冰川活動歷史。 也得到有孔蟲物種多樣性數據的證實.
在北冰洋西部，對冰筏物的調查已確定在過去 100 萬年中至少有六此冰川期。具有高沉積速率的深海岩心，可對 IRD 進行高分辨率分析。 在北太平洋，根據IRD 的研究，在冰川期間，具短暫的溫熱期，這與北大西洋的類似事件可對比.

### 海洋碳酸鹽
海洋沉積物中的碳酸鹽主要來自鈣化生物，成岩作用和沉澱的貢獻很小。 生物碳酸鈣有兩種多晶型物； 有孔蟲和顆石是屬方解石而珊瑚和翼足類是屬文石。 有孔蟲的分佈通常是全球性的，但珊瑚的分佈是亞熱帶到熱帶。 因此，化石珊瑚的分佈通常被用作古緯度的代表。 基斯Kiessling等人（1999）對“顯生宙礁”編制了一個數據庫，包括用於重建古氣候重建的古地理位置. Maillet等人（2021），基於石炭紀珊瑚礁的分佈，證明了密西西比時期溫暖的古氣候條件，其特點是在超大陸上珊瑚礁有廣泛分佈，隨後是賓夕法尼亞早期的降溫，其特點是珊瑚和礁石的出現很少.

### 鮞狀石灰石
海洋鮞粒碳酸鹽形成於溫暖、過飽和、淺層、高度攪動的海水潮間帶環境中，因此它們的地質記錄也為古氣候和古地理重建提供了關鍵資料。例如，Huang等人（2017），基於二疊紀鮞粒和冰海混積岩（英語：glaciomarine diamictite）
的分佈，相對於其他岡瓦納大陸，對中國西南部的寶山地塊重新定位.